# 埃萊馬格角

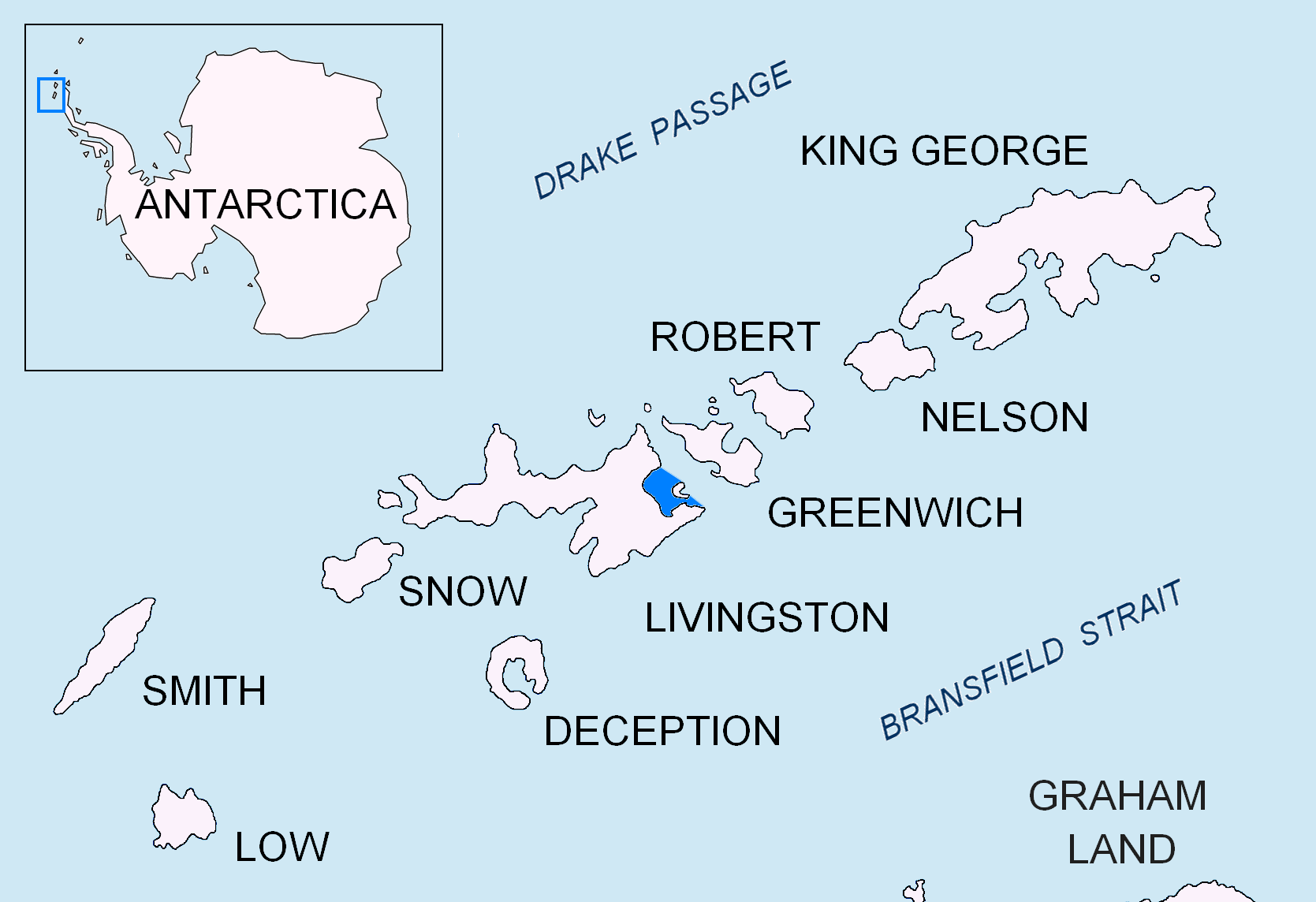

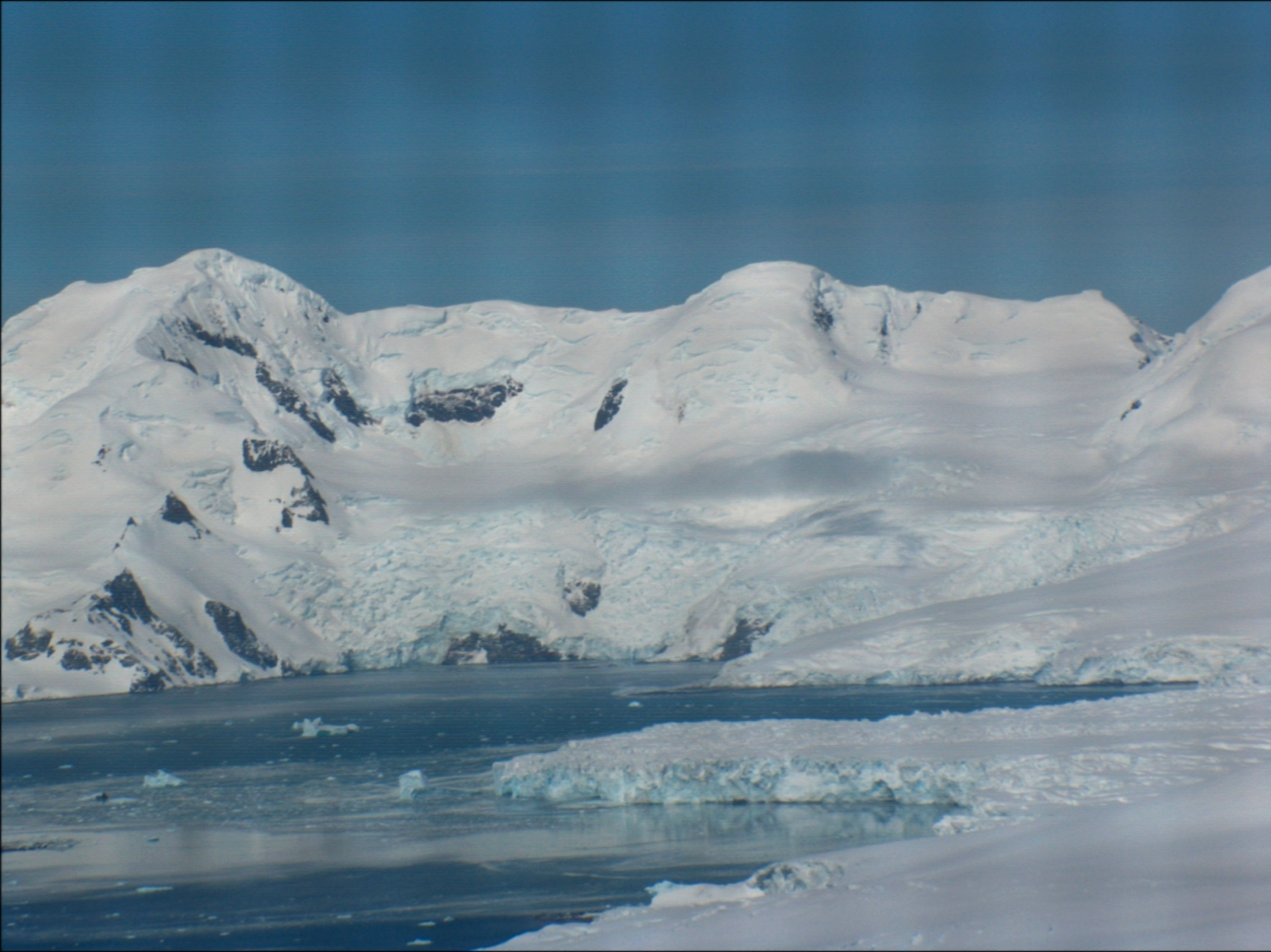

埃萊馬格角（英語：Elemag Point）是南極洲的冰川，位於南設得蘭群島的利文斯頓島，處於愛丁堡山西南面6.75公里、辛德爾角東南面1.76公里、斯利文峰以東3.05公里、茲拉托格勒岩東北面2.05公里和里拉角西北面5.57公里。

## 外部連結
- SCAR Composite Gazetteer of Antarctica（页面存档备份，存于）.
- Bulgarian Antarctic Gazetteer（页面存档备份，存于）

62°35′51.7″S 60°04′10″W / 62.597694°S 60.06944°W